# 克勞利 (英國國會選區)
克勞利（英語：Crawley），英國國會一自治市選區，位於英格蘭東南部西薩塞克斯郡東北部，包括克勞利全部。
始設於1983年。2010年大選中保守黨的亨利·史密斯以44.8%選票勝出該區，為保守黨從工黨奪回失去十三年的議席。